# The Inbetweeners Movie
The Inbetweeners Movie är en brittisk komedifilm från 2011, baserad på TV-serien The Inbetweeners, som sändes på kanalen E4 i Storbritannien. Filmen är regisserad av Ben Palmer och skriven av Damon Beesley och Iain Morris. Filmen följer fyra tonårsvänner på semester i Mália efter de gått ut skolan. Filmen var ursprungligen tänkt som ett avslut på TV-serien. Huvudrollerna spelas av Simon Bird, Joe Thomas, James Buckley och Blake Harrison. Filmen släpptes den 17 augusti 2011 i Storbritannien och Irland av Entertainment Film Distributors, och fick då gynnsamma recensioner. Filmen släpptes även i USA, där den inte blev lika väl mottagen.
En uppföljare, The Inbetweeners 2, släpptes den 6 augusti 2014.

## Handling
Tonårsvännerna Will, Simon, Jay och Neil har precis gått ur skolan och lämnar Rudge Park Comprehensive, samt den sarkastiska Mr Gilberg. Under den sista skolveckan dör Jays farfar, Simon dumpas av sin flickvän Carli D'Amato, Neil är i ett förhållande med en tjej som heter Nicole och Wills främmande far berättar för honom att han har gifte sig med sin mycket yngre älskarinna (som var ansvarig för Wills föräldrars skilsmässa). För att fira skolavslutet bestämmer gruppen sig för att åka på semester tillsammans till Mália på Kreta.

## Rollista

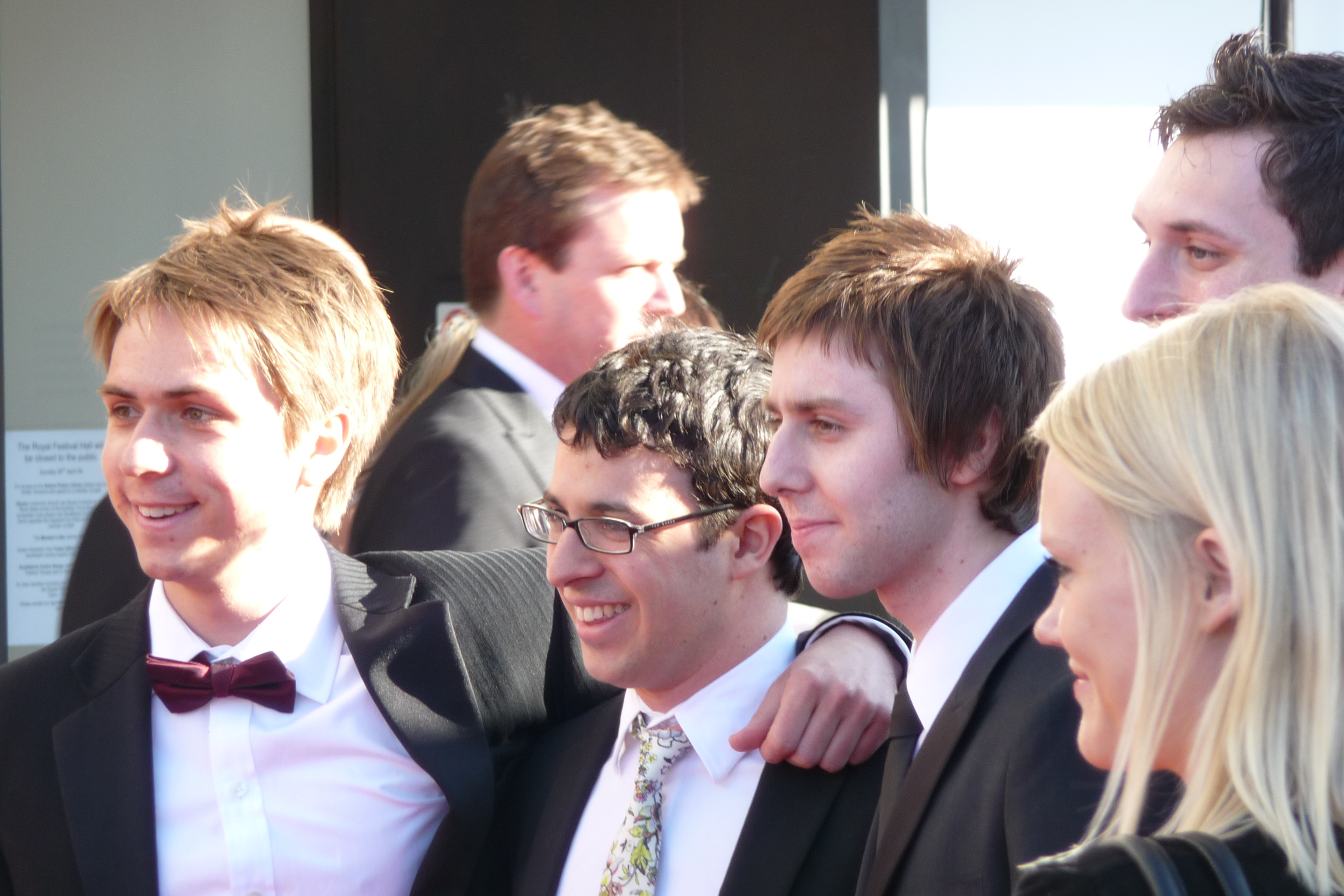
Från vänster till höger: Joe Thomas, Simon Bird, James Buckley och Blake Harrison

Lista på medverkande skådespelare:
| Simon Bird             | – Will McKenzie     |
| James Buckley          | – Jay Cartwright    |
| Blake Harrison         | – Neil Sutherland   |
| Joe Thomas             | – Simon Cooper      |
| Emily Head             | – Carli D'Amato     |
| Laura Haddock          | – Alison            |
| Tamla Kari             | – Lucy              |
| Jessica Knappett       | – Lisa              |
| Lydia Rose Bewley      | – Jane              |
| Theo James             | – James             |
| Theo Barklem-Biggs     | – Richard           |
| Anthony Head           | – Mr. McKenzie      |
| Belinda Stewart-Wilson | – Polly McKenzie    |
| Martin Trenaman        | – Alan Cooper       |
| Robin Weaver           | – Pamela Cooper     |
| David Schaal           | – Terry Cartwright  |
| Victoria Willing       | – Mrs. Cartwright   |
| Alex Macqueen          | – Kevin Sutherland  |
| Greg Davies            | – Mr. Gilbert       |
| Henry Lloyd-Hughes     | – Mark Donovan      |
| Lauren O'Rourke        | – Nicole            |
| David Avery            | – Nicos             |
| Cush Jumbo             | – Jaime             |
| Storme Toolis          | – Dotter i rullstol |